# Alexandre Noghes
Alexandre Athenase Noghes (ur. 15 czerwca 1916 w Monako, zm. 16 lutego 1999 w Los Angeles) – monakijski tenisista.

## Kariera tenisowa
Zwyciężył w międzynarodowych mistrzostwach tenisa. Jego pradziadek, Alexandre, był fundatorem The Monte Carlo Automobile Club. Jego ojciec, Anthony, uczestniczył w Grand Prix Monako.

## Małżeństwa i rodzina
Światową sławą zyskał jednak nie jako tenisista, ale dzięki członkostwu w monakijskiej rodzinie królewskiej. 4 grudnia 1951, mając już troje nieślubnych dzieci, został mężem Antoinette Grimaldi, potencjalnej następczyni tronu Monako. Zanim para wzięła ślub, narodziła się już ich córka, która do tego dnia nosiła nazwisko matki – Grimaldi. Była to Elisabeth Anne.
Alexandre rozwiódł się z Antoinette w 1954 roku. Zamieszkał w Stanach Zjednoczonych z kolejną, trzecią żoną, Margot.

### Potomkowie
Dzieci
- baronowa Elżbieta de Massy-de Lusignan, córka Antoinette (ur. 13 stycznia 1947, zm. 10 czerwca 2020)
- baron Krystian de Massy, syn Antoinette (ur. 17 stycznia 1949)
- baronowa Krystyna de Massy-Leroy, córka Antoinette (ur. 8 lipca 1951, zm. 15 lutego 1989)

Wnuki
- dama Letycja de Brouwer, córka Krystiana (ur. 16 maja 1971)
- Sebastian Knecht, syn Krystyny (ur. 24 sierpnia 1972)
- baron Jan Taubert Natta, syn Elżbiety (ur. 3 czerwca 1974)
- Melania Costello, córka Elżbiety (ur. 18 stycznia 1985)
- Brice de Massy, adoptowany syn Krystiana (ur. 2 listopada 1987)
- baron Antoine de Massy, syn Krystiana (ur. 15 stycznia 1997)

Prawnuki
- Krystyna Knecht, córka Sebastiana (ur. 12 czerwca 2000)
- Aleksja Knecht, córka Sebastiana (ur. 12 września 2001)
- Wiktoria Knecht, córka Sebastiana (ur. 16 października 2007)
- Andrea Knecht, córka Sebastiana (ur. 16 października 2008)
- dama Róża de Brouwer, córka Letycji (ur. 2008)
- kawaler Sylwester de Brouwer, syn Letycji (ur. 2008)
- dama Lilla de Brouwer, córka Letycji (ur. ?)
- dama Hermina de Brouwer, córka Letycji (ur. ?)